# Акология
Аколо́гия (лат. akologia / acologia , греч. akologie, от άχος — лекарство, и λογος — учение) — в медицине термин, которым одни врачи обозначали учение о лекарствах вообще, а другие, по примеру немецкого медика Рейля, только учение о специально-хирургических средствах лечения: инструментах, машинах, перевязках и т. д.